# Aqeela Asifi
Aqeela Asifi és una mestra afganesa que va educar milers de nens refugiats a Mianwali, Pakistan.
Asifi va treballar a Afganistan com a mestra d'història i geografia.
Va haver d'abandonar el seu país quan els Talibans van prendre el poder el 1992. Quan va arribar com a refugiada al campament de Kot Chandna a Mianwali, no hi hi havia cap escola per nens refugiats. Va muntar una escola dins una tenda de campanya prestada. Al 2017 hi ha nou escoles al campament que tenen més de 1,500 estudiants. Noies refugiades afganeses també assisteixen a moltes d'aquestes escoles.
El 2015 Asifi va ser honorada amb el Nansen Premi de Refugiat pels seus incansables esforços proporcionant educació als nens refugiats afganesos. Ha dedicat la major part dels 100,000 US $ del Premi Nansen a construir una escola nova. El Premi honora el servei extraordinari cap als refugiats.